# T2-es busz (Budapest)
A budapesti T2-es (gyors T2-es) jelzésű autóbusz a Moszkva tér és Solymár, Templom tér között közlekedett az 1980-as években, tavasztól őszig, a pesthidegkúti és különösen a solymári telektulajdonosokat kiszolgáló gyorsjáratként. A járat hét évet ért meg, majd – feltehetőleg forráshiány, illetve a várakozásoktól elmaradó kihasználtság miatt – megszüntették.

## Története
Az 1980-as években a Budapesti Közlekedési Vállalat még igen jó anyagi körülmények között gazdálkodhatott, így a menetrendi járatok mellett számos speciális járatot is tudott működtetni. A különböző lakossági igények kezelése kapcsán merült fel az az elképzelés, hogy indítson a társaság a budai agglomerációba idényjellegű, gyors buszjáratokat, úgynevezett telkesjáratokat is, a hétvégiház-tulajdonosok kiszolgálására. Négy ilyen új buszjáratot alakítottak ki, törökbálinti, solymári, nagykovácsi és diósdi külső végállomásokkal, ezek 1982. március 20-án indultak el, kísérleti jelleggel, T1, T2, T3, T4 számjelzéssel.
Közülük a T2-es járat belső végállomása a Moszkva téren (a Várfok utcában) volt, útvonala egyesítette az akkori (azóta megszűnt) 56E és 64-es (mai 64A) útvonalát, de a Moszkva tér és Hűvösvölgy között sehol sem állt meg, és Pesthidegkúton is kihagyta a megállóhelyek körülbelül felét. A járat a többi telkesjárathoz hasonlóan csak hétvégi napokon közlekedett tavasztól őszig. Viteldíjrendszere a többi telkesjárattal egyezően speciális volt, a bérletek ugyanis nem voltak rá érvényesek, hanem két buszjegyet kellett lyukasztani az utazáshoz. Mint más telkesjáratokon, itt is okozott olykor bonyodalmat, hogy a vonalra beosztott sofőrök hétköznapokon a város más részein dolgoztak, így a pontos vonalvezetést nem ismerve az utasok segítségére kellett hagyatkozniuk.
A telkes járatok utoljára 1989. november 4-én jártak.

## Útvonala
| Solymár, Templom tér felé | Moszkva tér (Várfok utca) felé |
| --- | --- |
| Moszkva tér (Várfok utca) vá. – Várfok utca – Szilágyi Erzsébet fasor – Vörös Hadsereg útja – Hidegkúti út – Solymár, Mátyás király utca – József Attila utca – Dózsa György utca – Solymár, Templom tér vá. | Solymár, Templom tér vá. – Dózsa György utca – József Attila utca – Mátyás király utca – Budapest, Hidegkúti út – Vörös Hadsereg útja – Szilágyi Erzsébet fasor – Városmajor utca – Magyar Jakobinusok tere – Krisztina körút – Vérmező utca – Várfok utca – Moszkva tér (Várfok utca) vá. |

## Megállóhelyei
| 0                                     | Moszkva tér (Várfok utca) végállomás                       | 25 | 5, 5, 16, 21, 21, 22, 22, 28, 39, 49, 56, 56E, 84, 116, 128, 156, 158, T3 4, 6, 18, 56, 59, 61 |
| 12                                    | Hűvösvölgy, Népkert                                        | 13 | 56, 56E, 57, 63, 64, 157, 164 56                                                               |
| 16                                    | Mikszáth Kálmán utca (↓) Várhegy utca (↑)                  | 9  | 57, 64, 164                                                                                    |
| 19                                    | Solymári elágazás                                          | 6  | 57, 64, 164                                                                                    |
| 21                                    | Hidegkúti út 322.                                          | 4  | 64, 164                                                                                        |
| 21                                    | Téglagyár                                                  | 4  | 64, 164                                                                                        |
| Budapest–Solymár közigazgatási határa |                                                            |    |                                                                                                |
| 22                                    | Anna kápolna                                               | 3  | 64, 164                                                                                        |
| 24                                    | József Attila utca (↓) Mátyás király utca (Tanácsháza) (↑) | 1  | 64, 164                                                                                        |
| 25                                    | Solymár, Templom tér végállomás                            | 0  | 64, 164                                                                                        |